# Sylvie Kinigi
Sylvie Kinigi, née en 1952 à Mugoyi (Ruanda-Urundi), est une femme d'État burundaise. Elle est Première ministre du Burundi du 10 juillet 1993 au 7 février 1994 et de facto chef de l'État du 27 octobre 1993 au 5 février 1994.

## Biographie

### Jeunesse et formation
Issue d'une famille tutsi, Sylvie Kinigi épouse en 1973 Firmin Kinigi, d'origine hutu, qui devient bibliothécaire en chef de l'université du Burundi à Bujumbura. Le couple a cinq enfants. Firmin Kinigi meurt en 1993. 
Diplômée de l'université du Burundi, après avoir étudié le management économique, elle travaille pour le service public du Burundi jusqu'en 1991.
Elle devient alors conseillère senior au bureau du Premier ministre, traitant de la politique économique, chargée des réformes structurelles et économiques. Elle a alors la tâche très difficile d'avoir à faire face au déficit budgétaire en effectuant des coupes claires dans les fonds de l'armée dominée par les Tutsis, qui ont longtemps bénéficié d'un traitement préférentiel. 
Une part importante de son action consiste à marchander des aides avec les donateurs de l'Ouest afin d'entraîner des changements économiques au Burundi. En effet, l'économie du pays est lourdement dépendante des exportations de café et de thé.
Après un premier soulèvement en août 1988 qui cause la mort de 20 000 personnes, le président Pierre Buyoya, un militaire tutsi, du parti de l'Union pour le progrès national (UPRONA), à la tête d'un gouvernement de type militaire, charge une commission de médiation de trouver une solution pour mettre fin à la violence dans le pays. 
En 1992, cette commission rédige une nouvelle constitution, approuvée par le président puis par référendum. Le nouveau texte prévoit la mise en place d'un gouvernement non ethnique, avec un président et un Parlement. Au début de l'année suivante, le président Buyoya affirme haut et fort qu’il faut organiser des élections à tout prix.
En juin 1993, Melchior Ndadaye du parti du Front pour la démocratie du Burundi (FRODEBU), est le premier Hutu élu président du pays avec 66 % des voix. Investi le 10 juillet suivant, il nomme Sylvie Kinigi Première ministre. Cela fait partie de sa stratégie de construire une unité entre les deux principales ethnies du Burundi — Ndadaye était un Hutu qui souhaitait diminuer l'hostilité des Tutsi de son administration en nommant une Tutsi comme Premier ministre. La nomination de Sylvie Kinigi a suivi de moins d'un mois celle de Agathe Uwilingiyimana comme Premier ministre dans le Rwanda voisin. 
Les choses sont rendues compliquées par le fait que Kinigi est membre du parti politique (parti de l'Union pour le progrès national) dominé par les Tutsi du précédent président Pierre Buyoya, l'ancien officier militaire que M. Ndadaye a battu aux élections de juin 1993. Beaucoup ont spéculé sur le fait que le président sortant Buyoya aurait demandé que le nouveau président Ndadaye nomme Kinigi au poste de Premier ministre. 
Sylvie Kinigi quant à elle, considère que cette réconciliation entre les deux groupes ethniques est sa plus haute priorité dans sa fonction de Premier ministre, afin de pouvoir construire un plan de développement économique au Burundi.
Mais le 21 octobre 1993, des parachutistes envahissent le palais national, capturant et tuant le président Ndadaye et six de ses ministres. Les auteurs du coup d'État imposent un couvre-feu, coupant les lignes téléphoniques, prenant le contrôle de la radio de l'État et fermant l'aéroport international de Bujumbura. Par la suite, au moins 600 000 Hutus s'enfuirent vers le Rwanda voisin. Ce coup d'État marque le début d'une guerre civile, avec l'extension d'une violence ethnique à la quasi-totalité du territoire national. 
La Première ministre Sylvie Kinigi trouve refuge, ainsi que certains de ses ministres à l'ambassade de France, dans la capitale. Une résistance au coup d’État s'amorce, amenant ses auteurs à vouloir rendre le pouvoir au gouvernement légal.  Le 26 octobre, Sylvie Kinigi s'adressa aux habitants du pays via la radio de l'État pour essayer de rétablir l'ordre, et lever le couvre-feu imposé par les putschistes. De facto, elle se trouvait chargée de la nation après ce coup d'État militaire raté
D'après la constitution Burundaise, le chef du Parlement devait assumer l'intérim en cas de mort du  président. Cependant, il a été également tué dans la tentative de coup d'État. Sylvie Kinigi se trouve de fait à la tête de l'exécutif, et une certaine normalisation de la situation s'opère : les militaires rentrent dans leurs casernes, Sylvie Kinigi rejette l'amnistie générale pour les leaders du coup d'État, en demandant qu'il y ait une enquête sur les conditions du coup d'État. 
Par la suite, la Première ministre fait le vœu de mettre en place une commission spéciale pour préparer une nouvelle élection présidentielle. Malheureusement, les violences ethniques continuent dans le pays, et Sylvie Kinigi ne peut faire grand chose pour endiguer cette vague de violence. Un nouveau président du Burundi, Cyprien Ntaryamira, du FRODEBU, arrive au pouvoir le 5 février, mettant fin à l'intérim de Syvie Kinigi à la tête de l'exécutif.
Mais il ne peut s'y maintenir que deux mois, du 5 février au 6 avril 1994, pour périr de mort violente dans l'attentat contre l'avion du président rwandais Juvénal Habyarimana. Un gouvernement de coalition est institué avec Sylvestre Ntibantunganya comme président intermédiaire mais qui est incapable de ramener la paix. Le major Buyoya reprend le pouvoir par un coup d'État le 25 juillet 1996.
L'accord de paix d'Arusha est signé par le gouvernement, alors dominé par les Tutsis et les partis politiques hutus et tutsis le 28 août 2000. Mais les principaux mouvements rebelles hutus refusent de le parapher et ne le reconnaissent pas. Ainsi, cet accord d'Arusha ne peut mettre un terme à la guerre civile burundaise qui ensanglante le pays pendant une décennie.
Après avoir été remplacée dans son rôle de Premier ministre, Sylvie Kinigi travaille pour la Banque centrale du Burundi. En tant que civile, Sylvie Kinigi s'exprime à titre personnel sur les problèmes du Burundi. Elle est convaincue que la démocratie est venue trop vite au Burundi. Elle travailla ensuite pour l'ONU.